# Puccinia alia
Puccinia alia ist eine Ständerpilzart aus der Ordnung der Rostpilze (Pucciniales). Der Pilz ist ein Endoparasit des Korbblütlers Baccharis trinervis. Symptome des Befalls durch die Art sind Rostflecken und Pusteln auf den Blattoberflächen der Wirtspflanzen. Sie ist in weiten Teilen Mittelamerikas verbreitet.

## Merkmale

### Makroskopische Merkmale
Puccinia alia ist mit bloßem Auge nur anhand der auf der Oberfläche des Wirtes hervortretenden Sporenlager zu erkennen. Sie wachsen in Nestern, die als gelbliche bis braune Flecken und Pusteln auf den Blattoberflächen erscheinen.

### Mikroskopische Merkmale
Das Myzel von Puccinia alia wächst wie bei allen Puccinia-Arten interzellulär und bildet Saugfäden, die in das Speichergewebe des Wirtes wachsen. Ihre Spermogonien wachsen beidseitig auf den Wirtsblättern. Die ebenfalls beidseitig wachsenden Aecien der Art sind in der Epidermis versenkt. Sie besitzen 26–35 × 18–23 µm große, meist eiförmige bis ellipsoide Aeciosporen mit stachelwarziger Oberfläche. Die blattunterseitig wachsenden Uredien des Pilzes sind gelb. Ihre hell goldenen bis gelblichen Uredosporen sind 26–35 × 18–22 µm groß, eiförmig bis ellipsoid und stachelwarzig. Die blattunterseitig wachsenden Telien der Art sind zimtbraun, kompakt und früh unbedeckt. Die goldbraunen Teliosporen sind zweizellig, in der Regel langellipsoid und 44–60 × 17–22 µm groß. Ihre Stiele sind farblos und bis zu 60 µm lang.

## Verbreitung
Das bekannte Verbreitungsgebiet von Puccinia alia reicht von Brasilien bis nach Guatemala.

## Ökologie
Die Wirtspflanze von Puccinia alia ist Baccharis trinervis. Der Pilz ernährt sich von den im Speichergewebe der Pflanzen vorhandenen Nährstoffen, seine Sporenlager brechen später durch die Blattoberfläche und setzen Sporen frei. Die Art durchläuft einen Entwicklungszyklus mit Spermogonien, Aecien, Telien und Uredien.